# Dio li crea... Io li ammazzo!
Dio li crea... Io li ammazzo! è un film del 1968, diretto da Paolo Bianchini.

## Trama
In una cittadina del vecchio West la delinquenza non è più sopportabile; gli abitanti, impauriti, chiamano il pistolero Slim Corbett a ripristinare l'ordine.